# Mukkajärvi (sjö i Enare, Lappland, Finland)
Mukkajärvi eller Mutkajärvi är en sjö i Finland. Den ligger i kommunen Enare i landskapet Lappland, i den norra delen av landet, 1 000 km norr om huvudstaden Helsingfors. Mutkajärvi ligger 156,6 meter över havet. Arean är 42,8 hektar och strandlinjen är 6,55 kilometer lång. Sjön  ingår i Pasvik älvs huvudavrinningsområde.   Den sträcker sig 0,9 kilometer i nord-sydlig riktning, och 1,3 kilometer i öst-västlig riktning.